# Vlašimská Blanice (přírodní památka)
Vlašimská Blanice je přírodní památka ve správních územích obcí Běleč, Mladá Vožice a Šebířov v okrese Tábor v Jihočeském kraji. Předmětem ochrany je tok řeky Blanice a biotopy s výskytem vzácných a ohrožených druhů živočichů, ke kterým patří velevrub tupý, mihule potoční, vydra říční nebo páchník hnědý.

## Historie
V první polovině devatenáctého století sloužily pozemky v údolní nivě řeky Blanice k lučnímu hospodářství. K zemědělství byly využívány také na začátku 21. století. V okolí řeky se nachází především kosené i nekosené louky, pastviny a pole.
Chráněné území vyhlásil Krajský úřad Jihočeského kraje v kategorii přírodní památka s účinností od 2. ledna 2014. Částečně se překrývá s rozsáhlejší stejnojmennou evropsky významnou lokalitou. Ta byla vyhlášena v roce 2005 a s rozlohou 402,6 hektaru zasahuje až k Vlašimi ve Středočeském kraji.

## Přírodní poměry
Přírodní památka s rozlohou 30,43 hekatru leží ve Vlašimské pahorkatině v nadmořské výšce 396–434 metrů v katastrálních územích Běleč u Mladé Vožice, Mladá Vožice a Šebířov. Chráněné území v úzkém pruhu lemuje devět kilometrů dlouhý úsek toku Blanice přibližně mezi severním okrajem Mladé Vožice a Skrýšovem.

### Abiotické poměry
Geologické podloží tvoří metamorfované horniny moldanubika zastoupené rulami a pararulami. Na nich se v údolní nivě vyvinuly půdní typy glejové fluvizemě a typické gleje.
V geomorfologickém členění Česka přírodní památka leží ve Vlašimské pahorkatině a jejím podcelku Mladovožická pahorkatina. Říční nivou vede hranice mezi geomorfologickými okrsky Blanická brázda a Načeradecká pahorkatina. Údolí je převážně mělké a pouze na několika místech místech vytváří strmější svahy se skalními výchozy.
Blanice má v chráněném úseku charakter neregulovaného toku, který v něm vytváří množství meandrů. Koryto má štěrkovité až kamenité dno s proměnnou hloubkou, silou proudu a množstvím tůní nebo tišin. Nacházejí se v něm náplavy, štěrkové lavice a břehové nátrže. Tok lemuje souvislý pás dřevin, mezi nimiž dominují olše lepkavá (Alnus glutinosa) a vrby (Salix). Hlavními přítoky řeky v přírodní památce jsou Slupský potok, Bzovský potok, Bělečský potok a Noskovský potok.
V rámci Quittovy klasifikace podnebí se přírodní památka nachází na rozhraní mírně teplých oblastí MT7 a MT10. Hranice mezi nimi se nachází přibližně na severovýchodním okraji Šebířova. Pro oblast MT7 mezi Mladou Vožicí a Šebířovem jsou typické průměrné teploty −2 až −3 °C v lednu a 16–17 °C v červenci. Roční úhrn srážek dosahuje 650–750 milimetrů, počet letních dnů je třicet a čtyřicet, mrazových dnů 110–130 a sníh v ní leží šedesát až osmdesát dnů v roce. V severněji položené oblasti MT10 jsou průměrné teploty −2 až −3 °C v lednu a 17–18 °C v červenci. Roční srážkový úhrn je 600–700 milimetrů. Počet mrazových dnů je 110–130, zatímco počet letních dnů se pohybuje mezi čtyřiceti a padesáti.

### Fauna
Řeku a její okolí využívá jako migrační koridor a potravní stanoviště vydra říční (Lutra lutra). V jejím trusu byly nalezeny zbytky raka říčního (Astacus astacus), jehož populace v Blanici bývala hojná a který v době před vyhlášením přírodní památky žil v jednom z přítoků. V bezprostředně přilehlých porostech hnízdí ledňáček říční (Alcedo athis) nebo žluna zelená (Picus viridis). V širším okolí hnízdí a do chráněného území zalétávají za potravou čáp černý (Ciconia nigra), datel černý (Dryocopus martius), krkavec velký (Corvus corax), moták pochop (Circus aeruginosus), vrána černá (Corvus corone) a výr velký (Bubo bubo).
Z dalších obratlovců byl přímo v řece v době před vyhlášením přírodní památky ojediněle pozorován výskyt úhoře říčního (Anguilla anguilla). Převážně tůně v širším okolí toku využívají jako reprodukční stanoviště obojživelníci. V letech 2011–2012 byla velmi početná populace skokana hnědého (Rana temporaria), ale pozorováni byli také skokan zelený (Pelophylax esculentus) a ropucha obecná (Bufo bufo). Hojně se vyskytují plazi užovka obojková (Natrix natrix), slepýš křehký (Anguis fragilis), pravděpodobně ještěrka živorodá (Zootoca vivipara) a na slunných místech v nivě ještěrka obecná (Lacerta agilis).
V letech 2011–2012 byly hojně pozorováni zástupci bezobratlých živočichů. K hlavnímu předmětu ochrany patří velevrub tupý (Unio crassus), který v počtu desítek jedinců vyhledával bahnité náplavy v části řeky pod Skrýšovem. Ve stejném prostředí a v podobném množství žila škeble rybničná (Anodonta cygnea) a v o řád vyšších počtech velevrub malířský (Unio pictorum). Po celé délce chráněného toku se vyskytovala škeble říční (Anodonta anatina) a velmi hojně okružanka rohovitá (Sphaerium corneum). V úseku nad šebířovských jezem žila relativně hojná populace kamomila říčního (Ancylus fluviatilis). Dalšími ojediněle zaznamenanými měkkýši byli bahnatka malá (Galba truncatula), člunice jezerní (Acroloxus lacustris), hrachovka hrbolatá (Pisidium henslowanum), hrachovka lesklá (isidium nitidum), hrachovka obecná (Pisidium casertanum), hrachovka otupená (Pisidium subtruncatum) a kružník bělavý (Gyraulus albus).
Různé druhy vrb jsou živnou rostlinou pro motýla batolce duhového (Apatura iris), osiky preferuje bělopásek topolový (Limenitis populi). Oba druhy byly pozorovány ojediněle v počtu několika exemplářů. V podobném počtu byl opakovaně nalezen zlatohlávek skvrnitý (Mecynorhina passerinii). Hojněji se vyskytovali čmelák rolní (Bombus pascuorum), čmelák skalní (Bombus lapidarius) a čmelák zemní (Bombus terrestris) a zejména mravenec množivý (Formica polyctena), mravenec otročící (Formica fusca) a mravenec trávníkový (Formica rufibarbis).

## Ochrana přírody
Předmětem ochrany v přírodní památce i v překrývající se evropsky významné lokalitě jsou ohrožené druhy živočichů páchník hnědý (Osmoderma barnabita), velevrub tupý, mihule potoční (Lampetra planer) a vydra říční, včetně jejich biotopů. Ochranářská opatření směřují ke sledování kvality říční vody, obnově migrační prostupnosti toku a zachování jeho přírodního charakteru. Podobně je tomu v péči o přilehlé pozemky, na nichž je nezbytné ponechávat dřeviny s dutinami, které využívá páchník hnědý, přítomný v ojedinělých mikropopulacích, a další zástupci hmyzu.

## Přístup
Blanice protéká zemědělsky využívanou krajinou, a přírodní památka je v některých částech přístupná množstvím polních cest a pěšin. Turisticky značený je krátký úsek cest pod hradem Šelmberk, kde vede úsek modře značené turistické trasy mezi Pavlovem a Noskovem a také naučná stezka Kolem hradu Šelmberk, která se u Šelmberského mlýna setkává s červeně značenou trasou od zříceniny ke Bzové.